# 北海道道1065号夕張厚真線
北海道道1065号夕張厚真線（ほっかいどうどう1065ごう ゆうばりあつません）は、北海道夕張市と勇払郡厚真町を結ぶ一般道道（北海道道）である。

## 概要
当初は総延長22 kmとして計画されたが、再評価の結果、建設中止となり、2つの区間に分断された形で供用されている。

### 路線データ
- 起点：北海道夕張市滝ノ上（国道274号交点）
- 終点：北海道勇払郡厚真町富里（北海道道235号上幌内早来停車場線交点）
- 総延長：9.767 km
- 実延長：9.746 km
- 重用延長：0.021 km
- 未舗装延長：2.735 km

### 道路管理者
- 空知総合振興局 札幌建設管理部 長沼出張所
- 胆振総合振興局 室蘭建設管理部 苫小牧出張所

## 歴史
- 1985年（昭和60年）9月30日 - 路線認定[1]。
- 2004年（平成16年）度 - 未開通区間である、夕張市滝ノ上 - 厚真町字高丘間の事業中止が決まる[2]。
- 2018年（平成30年）8月30日 - 夕張市側の5つの橋（滝の上橋、薄氷橋、夏草橋、花野橋、枯園橋）の銘板が盗難されていることが発覚[3]。
- 2018年（平成30年）9月6日 - 北海道胆振東部地震により大規模な土砂崩れが発生し被害を受ける。

## 路線状況

### 未供用区間（事業中止）
- 夕張市滝ノ上 - 厚真町字高丘（12.2 km）

建設予定であったが、事業の見直しが行われ工事は中止された。

### 道路施設

#### 主な橋梁
- 滝の上橋（133 m、夕張川、夕張市滝ノ上）
- 薄氷橋（53 m、於兎牛沢川、夕張市滝ノ上）
- 恵比寿橋（44 m、頗美宇川、厚真町字高丘）
- 大黒橋（34 m、頗美宇川、厚真町字高丘）

## 地理

### 通過する自治体
- 空知総合振興局
  - 夕張市
  - 夕張郡由仁町
- 胆振総合振興局
  - 勇払郡厚真町

### 交差する道路
夕張市
- 国道274号 - 滝ノ上（起点）

厚真町
- 北海道道235号上幌内早来停車場線 - 富里（終点）
- 北海道道933号北進平取線 - 富里（終点）